# گوربانووتسی
گوربانووتسی (به بلغاری: Gurbanovtsi) یک منطقهٔ مسکونی در بلغارستان است که در شهرستان کیوستندیل واقع شده‌است.